# Paris université club (basket-ball féminin)
Pour un article plus général, voir Paris université club.
Maillots
Le Paris Université Club est un club français de basket-ball basé à Paris. Cette section du club omnisports du PUC a disparu du paysage de l'élite du basket-ball français avec le passage au professionnalisme (contraire à la vocation d'une équipe universitaire), et évolue maintenant à un niveau départemental. Le club est basé dans la ville de Paris.
La section masculine a connu sensiblement le même sort.

## Palmarès
- Champion de France : (7) 1954, 1957, 1960, 1961, 1963, 1964, 1965

## Entraîneurs successifs
- 1981 - 1983 :  Alain Weisz

## Joueuses célèbres ou marquantes
- Josette Delachet
- Nicole Pierre-Sanchez
- Yako Cator
- Madgy Cator
- Jacqueline Delachet
- Coco Briand-Bonnevie
- Colette Passemard